# Hoplostethus atlanticus
Hoplostethus atlanticus, auch Kaiserbarsch, Orange Roughy oder Granatbarsch genannt, ist ein relativ großer Tiefseefisch. Er kommt in kalten (3–9 °C), tiefen (bathypelagisch, ca. 180–1800 m) Gewässern des Westatlantiks (nördlich von Neuschottland), Ostatlantiks (von Island bis Marokko, Namibia bis Südafrika), zwischen Neuseeland und Australien sowie im Ostpazifik vor Chile vor.

## Merkmale
Der Granatbarsch ist mit einer maximalen Größe (inklusive Schwanzflosse) von 75 cm und einem maximalen Gewicht von 7 kg der bisher größte bekannte Vertreter der Trachichthyiformes. Jedoch haben die meisten kommerziell gefangenen Exemplare standardmäßig nur eine Größe von 30 bis 40 cm. Hoplostethus atlanticus ist auffällig ziegelrot gefärbt, das Innere des Mauls und das Innere der Kiemen ist schwarzblau. Die Schuppen sind klein und unregelmäßig angeordnet.
- Flossenformel: Dorsale 4–6/15–19; Anale 3/10–12.

Von anderen, ähnlich gefärbten Fischen kann Hoplostethus atlanticus durch seinen großen verknöcherten Kopf, die kleinen, unregelmäßig angeordneten Schuppen und die zahlreichen Schuppen am Bauch unterschieden werden.
Der Orange Roughy soll bis ca. 150 Jahre alt werden und sein fortpflanzungsfähiges Alter mit etwa 30–35 Jahren erreichen. Diese Angaben sind allerdings umstritten; über den wirklichen Lebenszyklus der Tiere ist wenig bekannt. Sollten sie stimmen, sind viele der heute gefischten Exemplare vor dem Ersten Weltkrieg geschlüpft. Die Bestände dürften sich dann äußerst langsam erholen und unter Beibehaltung derzeitiger Fangmengen rasch erschöpft sein. Welche Rolle der Granatbarsch im Ökosystem der Tiefsee spielt und welche Folgen sein Verschwinden für andere Arten hat, ist nicht ausreichend geklärt. Sicher ist, dass er in Schwärmen lebt, die alle Altersstufen umfassen und weite Wanderungen unternehmen. Dabei folgen sie eventuell Tiefseeströmungen.

## Fischerei

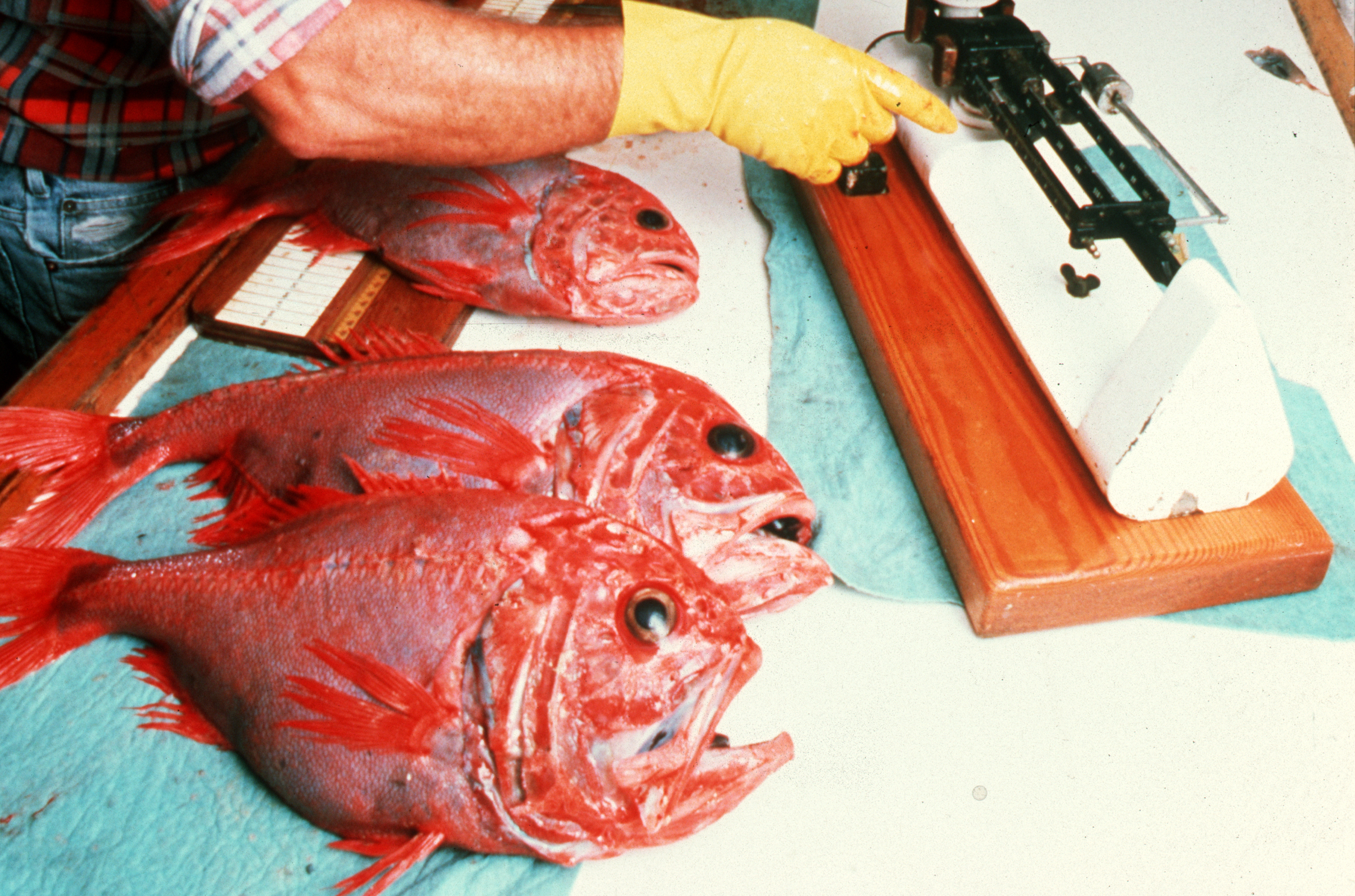
Hoplostethus atlanticus

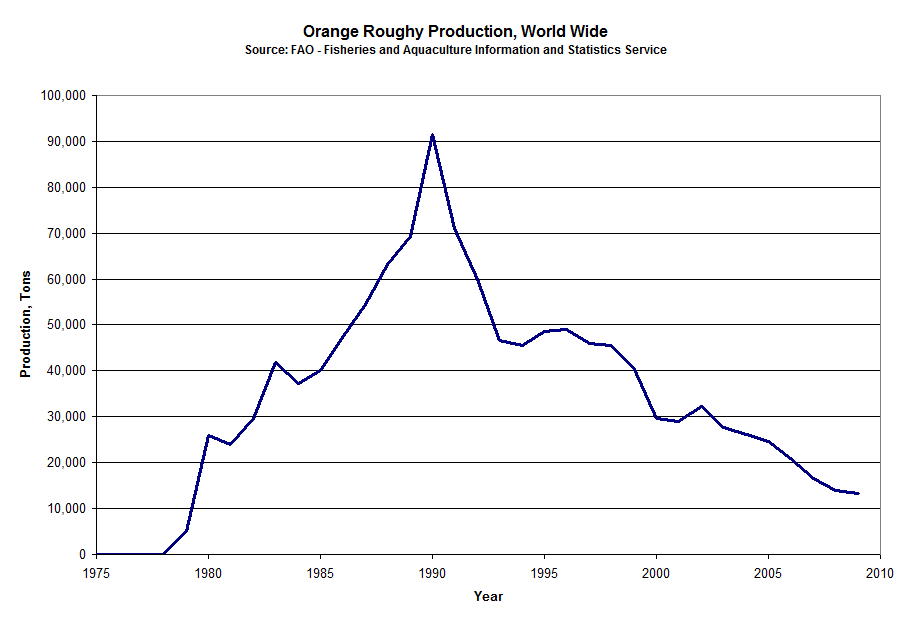
Die Fangraten für den Orange Roughy weltweit

Der Fisch ist für die Tiefseefischerei von großer Bedeutung und er wird häufig im Handel als Speisefisch angeboten. Er wird auch in Deutschland verkauft, aber vor allem in Großbritannien, den USA, in China und Australien gegessen. Seine ziegelrote Farbe schwächt sich nach dem Tod zu einem gelblichen Orange ab. Der Granatbarsch kann maximal 75 cm lang und 7 kg schwer werden. Jedoch haben die meisten kommerziell gefangenen Exemplare standardmäßig nur eine Größe von 30–40 cm.
Im Jahr 2007 verboten die Regierungen von Neuseeland und Australien die Orange-Roughy-Fischerei auf unbestimmte Zeit, da die Bestände kollabiert waren. Nachdem die beiden Staaten ein Überwachungs- und Erholungsprogramm eingeführt hatten, erhielt die Orange-Roughy-Fischerei Ende 2016 die MSC-Zertifizierung und der Fisch darf wieder gefangen werden.